# Édouard Estaunié
Édouard Estaunié (4. února 1862 Dijon – 2. dubna 1942 Paříž) byl francouzský spisovatel a inženýr.

## Život a kariéra
Pocházel z buržoazní rodiny. Absolvoval École polytechnique, École libre des sciences politiques a École supérieure de télégraphie a poté pracoval na Správě pošt a telegrafů. Před tím, než se začal plně věnovat literární činnosti, pracoval jako generální inspektor pošt a ředitel École Professionnelle Supérieure des Postes et Télégraphes (v letech 1901 až 1905).
Za člena Francouzské akademie byl zvolen 15. listopadu 1923.
Je považován za tvůrce slova telekomunikace.

## Dílo
Většinu svých románů napsal na svém venkovském sídle v Saint-Julia-de-Gras-Capou, Haute-Garonne.
- Un Simple (1888)
- Bonne Dame (1892)
- L’Empreinte (1896)
- Le Ferment (1899)
- L’Épave, (1901)
- La Vie secrète (Prix Femina, 1908)
- Solitudes (1912)
- Les Choses voient (1913)
- L’Ascension de M. Baslèvre (1920)
- L’Appel de la route (1921)
- Le Labyrinthe (1924)
- L’Infirme aux mains de lumière (1923)
- Le Silence dans la campagne (1926)
- Madame Clapain (1931)